# Horváth Eszter (operaénekes)
Horváth Eszter (Budapest, 1938. június 15. – Budapest, 2019. szeptember 30.) Liszt Ferenc-díjas magyar opera-énekesnő (szoprán).

## Élete
1960 és 1965 között a Liszt Ferenc Zeneművészeti Főiskolán folytatott tanulmányokat, Hoór Tempis Erzsébet és dr. Sipos Jenő növendékeként. 1965–től a Miskolci Nemzeti Színház szerződtette primadonnának, ott három operettben lépett fel, a Gül babában, a Sztambul rózsájában és az Ördöglovasban. 1967–től már a Pécsi Nemzeti Színház operaegyüttesének tagja volt. 1970–től a Szegedi Nemzeti Színház társulatához tartozott, ekkortól többször vendégszerepelt a budapesti Operában, ami 1973-ban tagjává szerződtette. 1992-ben nyugdíjazták. A következő években elismert énektanárként működött.
Repertoárjához egyaránt hozzátartoztak az olasz és német lírai, valamint drámai szoprán szerepek.

## Fontosabb szerepei
- Giuseppe Verdi: Aida... Aida
- Giuseppe Verdi: Tosca... Tosca
- Giuseppe Verdi: Falsaff... Alice
- Giuseppe Verdi: Traviata... Valery Violetta
- Giacomo Puccini: Köpeny... Georgette
- Giacomo Puccini: Bohémélet... Musette
- Richard Wagner: A walkür... Sieglinde
- Richard Wagner: A Rajna kincse... Freia, istennő
- Richard Wagner: Tannhäuser... Erzsébet
- Wolfgang Amadeus Mozart: Don Giovanni... Donna Anna
- Charles Gounod: Faust... Margit
- Leoš Janáček: Jenůfa – címszerep
- Jacques Offenbach: Szép Heléna... Heléna
- Erkel Ferenc: Hunyadi László... Szilágyi Erzsébet
- Lehár Ferenc: A mosoly országa... Liza
- Lehár Ferenc: Luxemburg grófja... Angela

## Díjai, elismerései
- Nívódíjak
- Liszt Ferenc-díj, III. fokozat (1970)
- Juhász Gyula-díj (1972)